# Michel Tabachnik

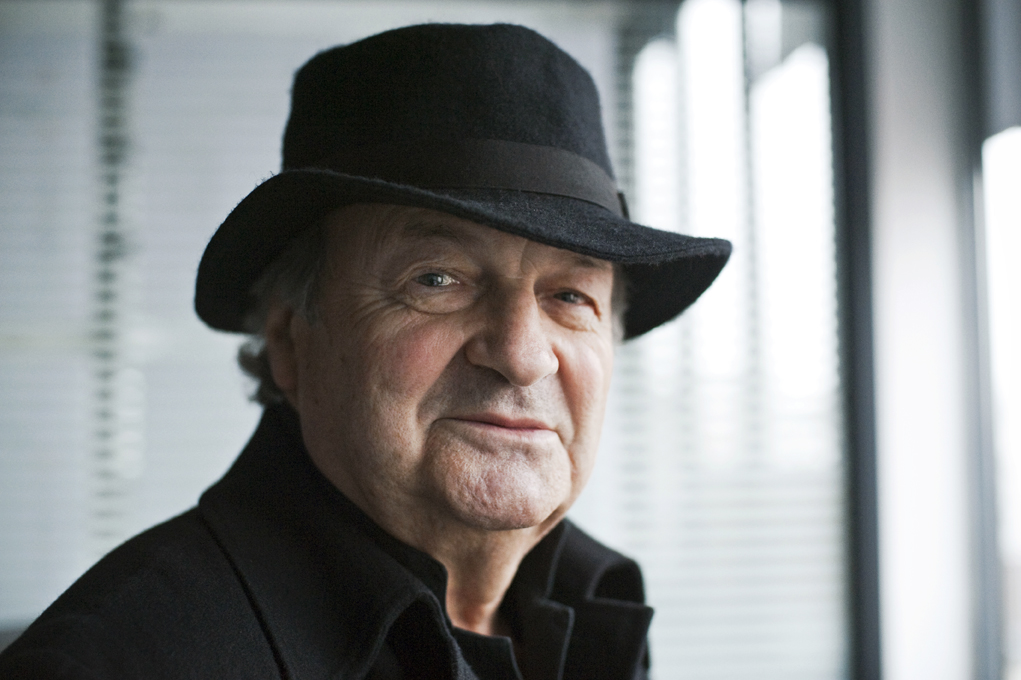
Michel Tabachnik

Michel Tabachnik (Genève, 10 november 1942) is een Zwitserse dirigent en componist.

## Dirigent

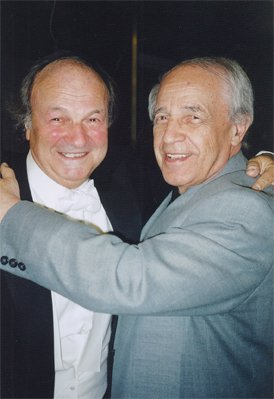
Michel Tabachnik (l.) met Pierre Boulez

Tabachnik studeerde piano, compositie en orkestleiding in zijn geboortestad Genève. Zodra hij was afgestudeerd, werd hij onder de vleugels genomen door Igor Markevitsj, Herbert von Karajan en vooral door Pierre Boulez, van wie hij vier jaar lang de assistent was, voornamelijk bij het BBC Symphony Orchestra in Londen (1966-1971). 
Michel Tabachnik was al heel jong de chef-dirigent van het orkest van de Calouste Gulbenkian Stichting in Lissabon. Later werd hij door het Franse Ministerie voor Cultuur aangesteld om het Orchestre philharmonique de Lorraine op te richten in Metz. Daarna richtte hij in 1976 met Pierre Boulez in Parijs het Ensemble InterContemporain op, waarvan hij in het seizoen 1978-1979 de muzikale leiding had. Hij was artistiek directeur van het Orchestre des Jeunes du Québec (1985-1989) en meer dan twaalf jaar lang van het Orchestre des Jeunes de la Méditerranée, dat hij in 1984 had opgericht.
Als pedagoog gaf hij tal van masterclasses in Hilversum (bij de NOS), Lissabon (Gulbenkian Stichting), aan het Conservatoire national supérieur de musique van Parijs, in Lyon, aan de Muziekacademie van Stockholm, etc. Hij werd benoemd tot docent orkestleiding aan de Universiteit van Toronto (1984-1991) en aan de Koninklijke Muziekacademie in Kopenhagen (1993-2001).
De samenwerking met Boulez bracht hem dichter bij het hedendaagse repertoire. Zo heeft Tabachnik een groot aantal wereldpremières verzorgd, met name van Iannis Xenakis, die hem als zijn favoriete vertolker beschouwde.
Als gastdirigent heeft hij samengewerkt met onder meer de volgende orkesten:
- het Orchestre National de France (Parijs)
- het Orchestre de l'Opéra de Paris
- de Berliner Philharmoniker
- het BBC Symphony Orchestra (Londen)
- de Opera di Roma
- het Stockholm Filharmoniska Orkester
- het Orchestre de la Suisse Romande (Genève)
- het NHK Symphony Orchestra (Tokyo)

Ook heeft hij gedirigeerd op de festivals van Luzern en Aix-en-Provence en de Salzburger Festspiele. In Toronto bij de Canadian Opera Company leidde hij onder meer Lohengrin, Madama Butterfly, Carmen en The Rake's Progress.
Van 2005 tot 2011 was Tabachnik chef-dirigent van het Noord Nederlands Orkest in Groningen.
Van december 2007 tot en met het seizoen 2013-2014 was hij chef-dirigent en tevens artistiek directeur van het Brussels Philharmonic (het vroegere Vlaams Radio Orkest).

## Opnamen
Tabachnik heeft opnamen gemaakt voor onder meer Erato en Lyrinx met een breed repertoire van Beethoven tot Honegger en van Wagner tot Xenakis. Zijn opname van het pianoconcert van Schumann (1990, met Catherine Collard als solist) werd door de internationale jury van Radio Suisse Romande tot beste uitvoering uitgeroepen.
Met het Brussels Philharmonic heeft hij vier CD's opgenomen:
- 2010: Debussy – La Mer
- 2011: Dvorák – New World
- 2012: Tchaikovsky – Pathétique
- 2013: Stravinsky – Le Sacre du printemps

## Componist
Naast zijn werk als dirigent is Michel Tabachnik ook componist en heeft als zodanig verschillende opdrachten uitgevoerd. Enkele hiervan zijn La Légende de Haïsha voor de tweehonderdjarige viering van de Franse Revolutie, Le Cri de Mohim voor het 700-jarig bestaan van de Zwitserse Confederatie en Le Pacte des Onze voor het IRCAM in Parijs. In 1995 werd Michel Tabachnik tot Artiest van het jaar uitgeroepen door het Centro Internazionale di Arte italien e Cultura in Rome.

## Persoonlijk
Michel Tabachnik werd voor het gerecht gedaagd in verband met zijn connecties met de Orde van de Zonnetempel, een sekte die in sommige landen verboden is. In 1996 werd hij door een Zwitserse rechtbank vrijgesproken van elke verdenking en in 2006 eveneens door de Franse justitie.

## Publicaties
- L'homme sauvage, Editions Ring, 2013
- De la musique avant toute chose, met een voorwoord van Régis Debray, Editions Buchet-Chastel, 2008
- Il était une fois un enfant, Editions de l'Aire, 1999
- Bouc émissaire, met een voorwoord van Pierre Boulez, Editions Michel Lafon, 1997

## Werken
- Supernovae, 1967
- Frise, 1968
- Fresque, 1969
- Invention à 16 voix, 1972
- Mondes, 1972
- Sillages, 1972
- D'autres Sillages, 1972
- Movimenti, 1973
- Éclipses, 1974
- Argile, 1974
- Trois Impressions, 1975
- Les Perséïdes, 1981
- Cosmogonie, 1981
- l'Arch, 1982
- 7 Rituels Atlantes, 1984
- Pacte des onze (Evangile selon Thomas), 1985
- Élévation, 1990
- Prélude à la Légende, 1989
- Le Cri de Mohim, 1991
- Évocation, 1994
- La Légende de Haïsha, 1989
- Concerto pour piano et orchestre de chambre, 2003
- Nord voor orkest, 2006
- Dyptique-écho, concert voor viool en orkest, 2008